# Cimiano (métro de Milan)
Pour les articles homonymes, voir Cimiano.
Cimiano est une station de la ligne 2 du métro de Milan, située via Palmanova, via Don Giovanni Calabria et via Pusiano, dans le quartier de Cimiano à Milan.